# اکنت
اکنت (به لاتین: Akkent) یک منطقهٔ مسکونی در ترکیه است که در استان دنیزلی واقع شده‌است.

## خصوصیات
اکنت ۲٬۴۵۱ نفر جمعیت دارد و ۸۵۰ متر بالاتر از سطح دریا واقع شده‌است.